# Aellopos titan
Aellopos titan là một loài bướm đêm trong họ Sphingidae. Loài này được tìm thấy ở Maine của Hoa Kỳ xuyên suốt đến Trung Mỹ và phía nam Argentina và Uruguay của Nam Mỹ.

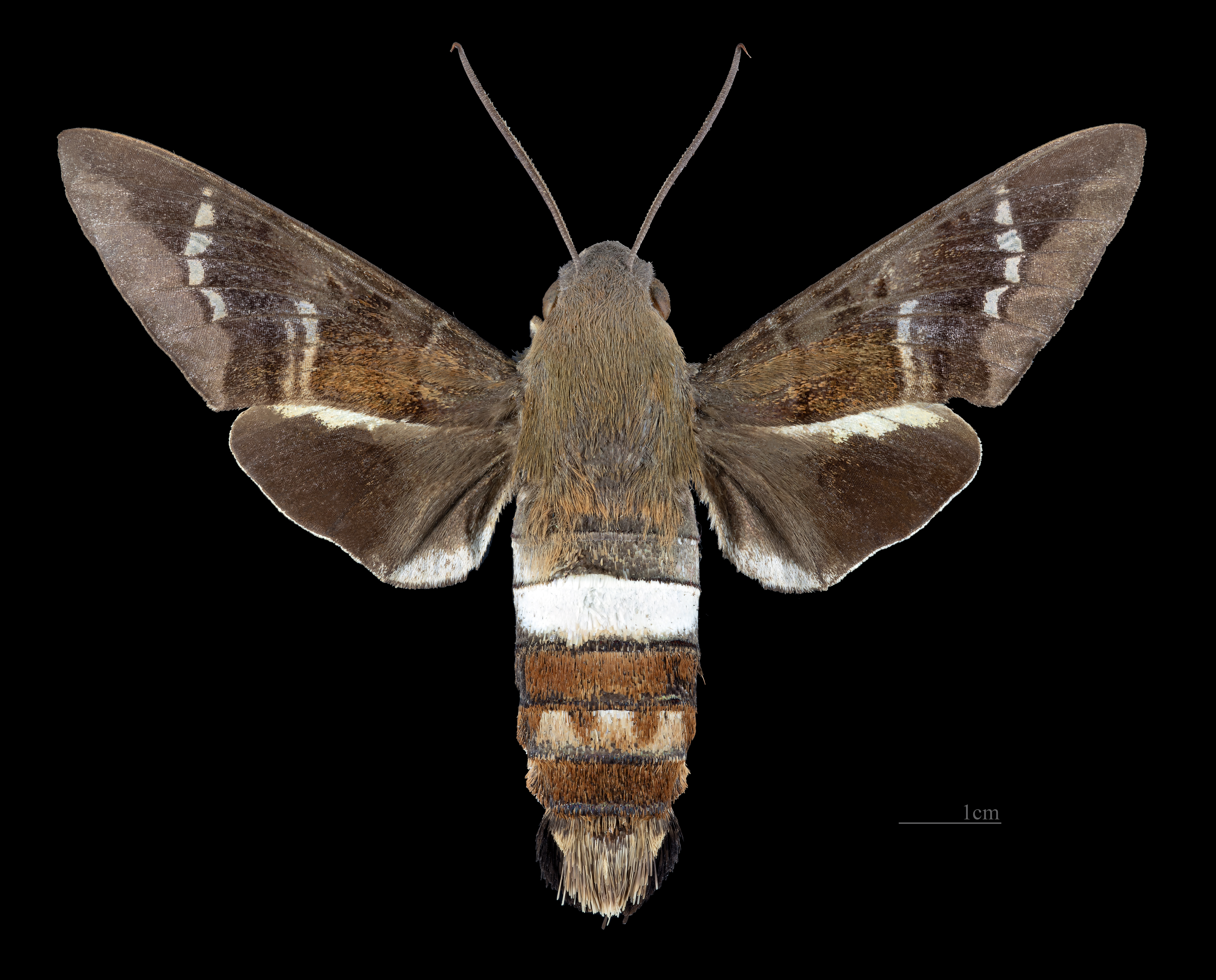
Aellopos titan ♂
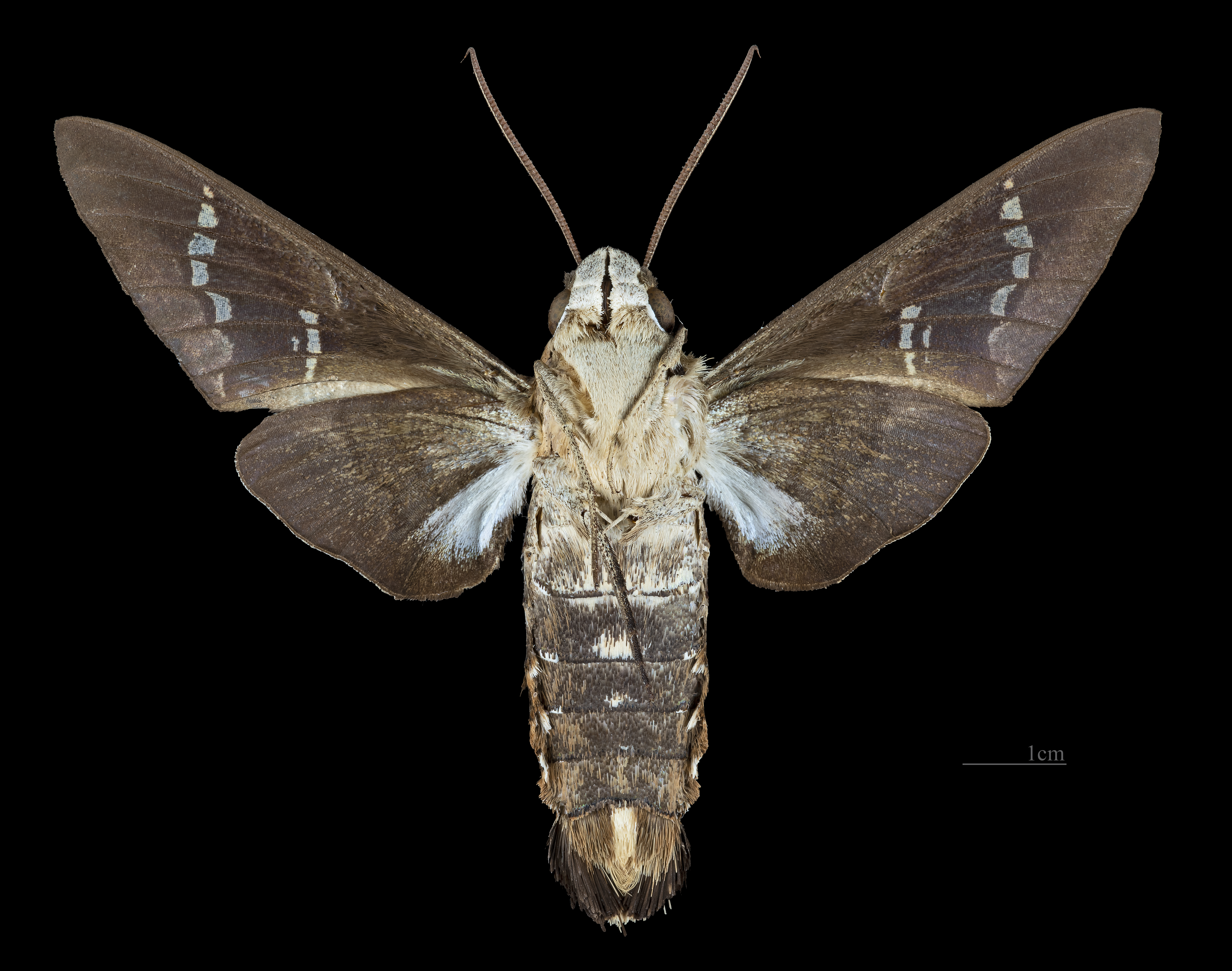
Aellopos titan ♂ △
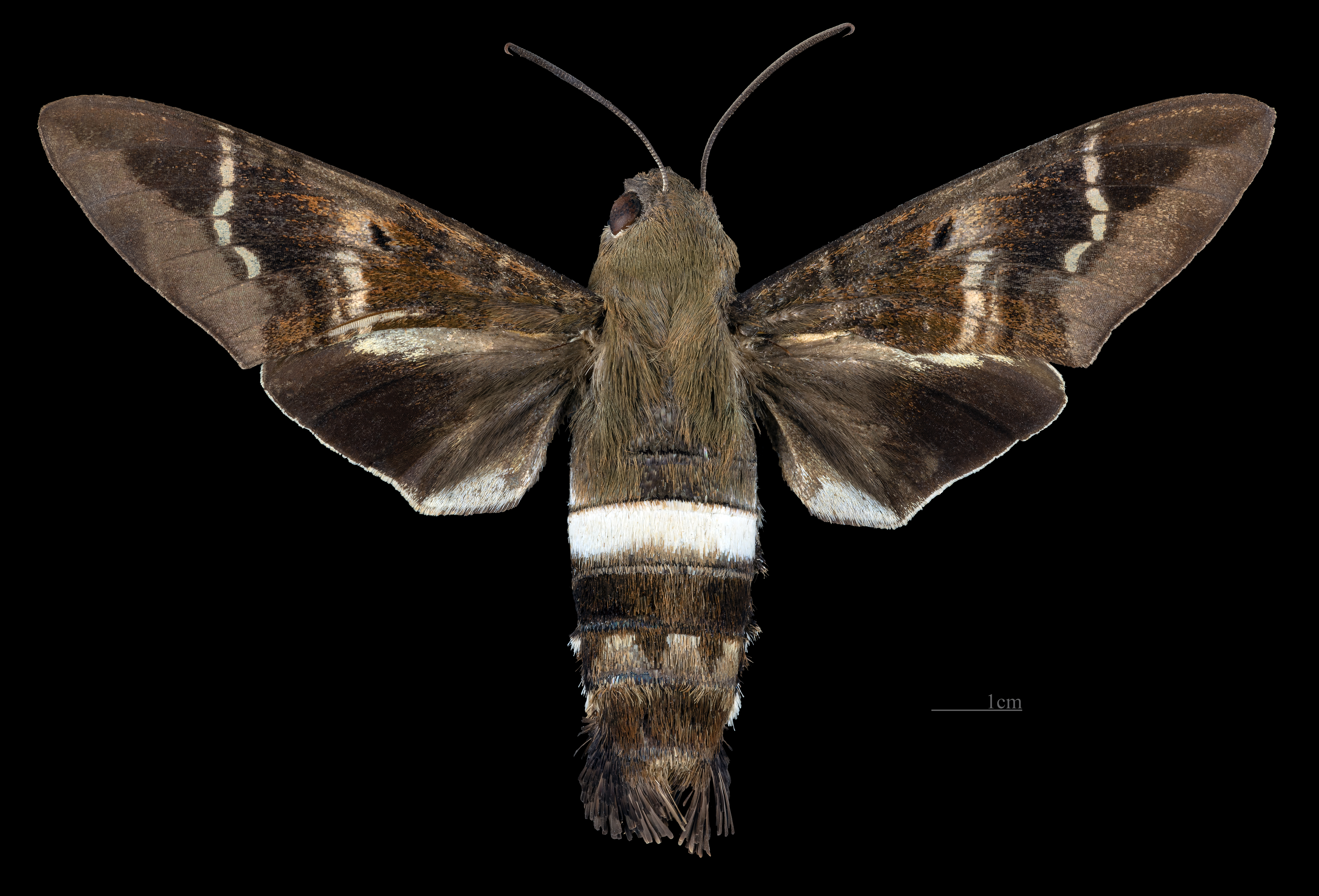
Aellopos titan ♀
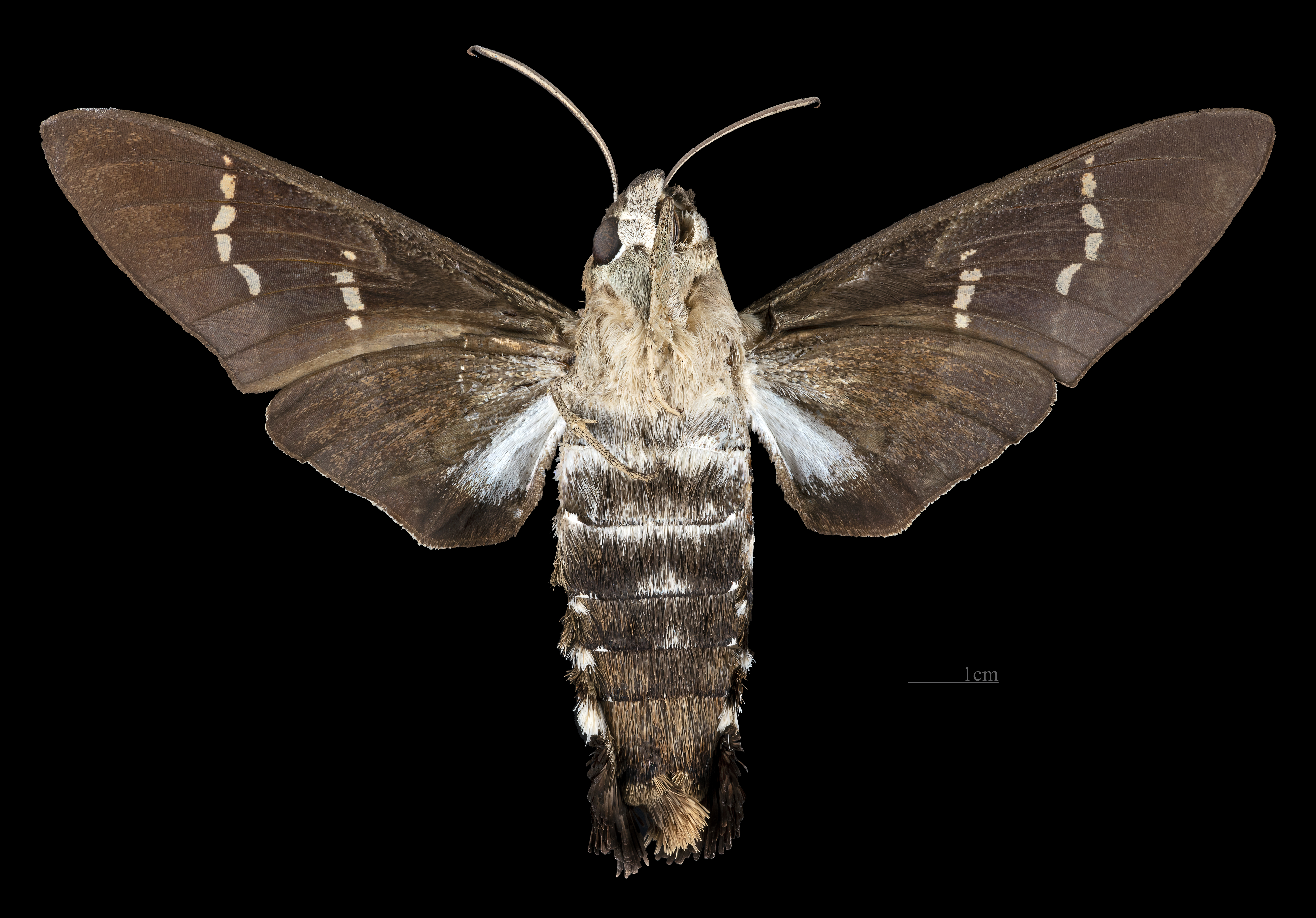
Aellopos titan ♀ △

## Phân loài
- Aellopos titan titan
- Aellopos titan cubana (Clark, 1936)

## Hình ảnh

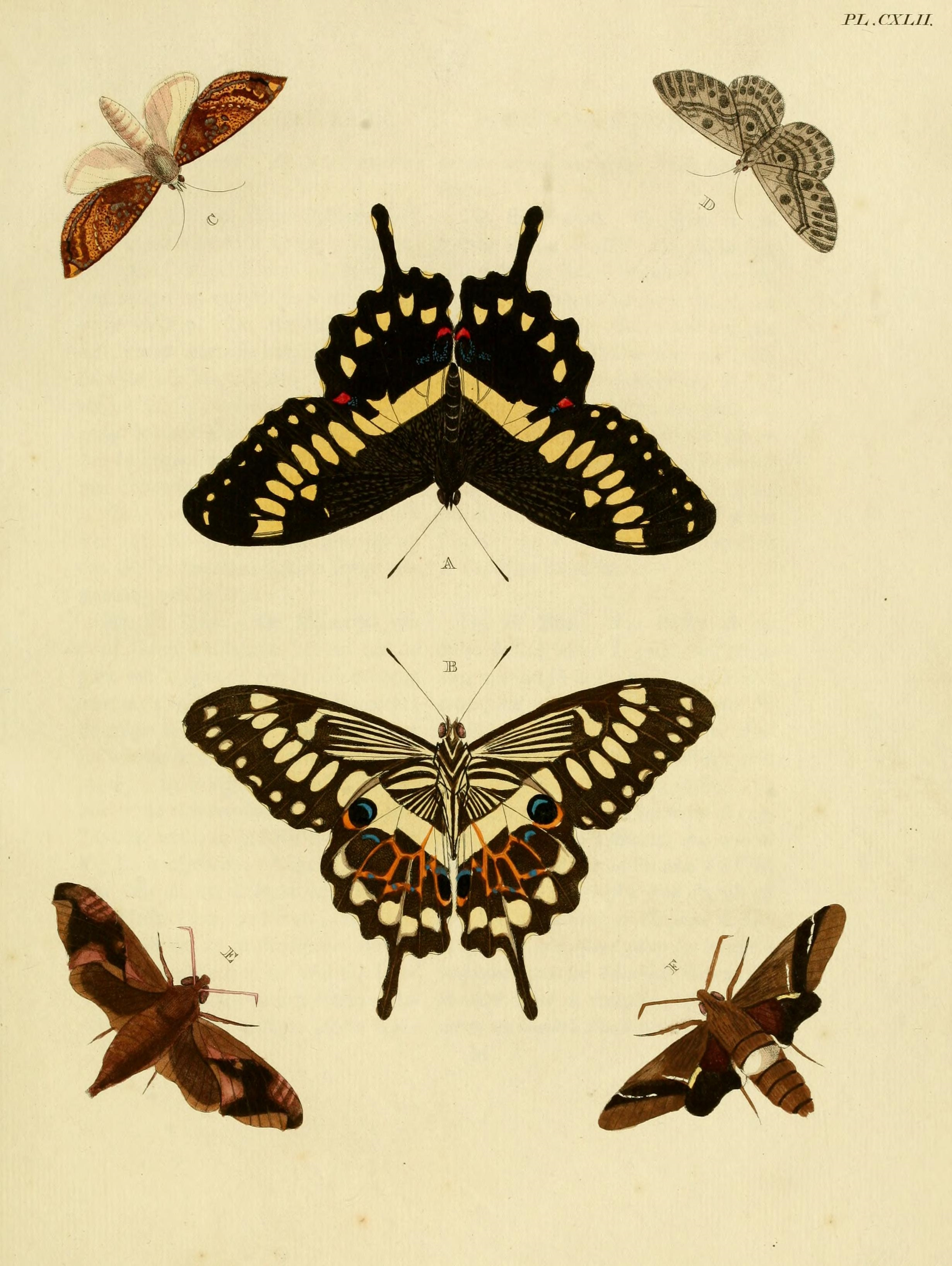
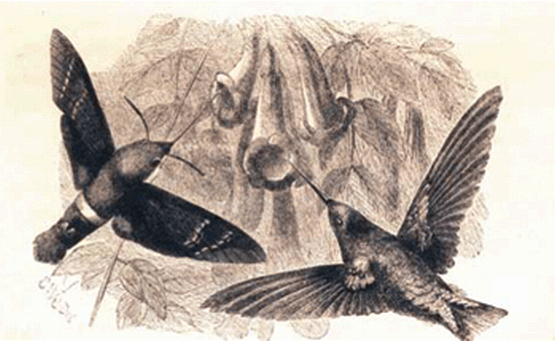